# Hercynisch hert
Het Hercynisch hert is een van de dieren uit het Hercynische Woud dat door Julius Caesar is beschreven. In zijn boek De Bello Gallico verhaalde Caesar de ontmoeting met een reusachtig hert ("zo groot als een os") in het gebied dat vandaag overeenkomt met Duitsland. Voor grote dieren schreven de Romeinen nogal gemakkelijk dat zij osvormig waren. Het hert had bovendien een hoorn op het voorhoofd. Deze hoorn waaierde uit als waren het palmbladeren. Historici hebben afgeleid dat dit moet gaan over een rendier, dat vroeger meer in zuidelijker gebieden voorkwam dan tegenwoordig.
Het Hercynisch hert is later opgenomen in een grote verhalentraditie in Duitsland over eenhoorns, waarvan de oorsprong bij de Griekse cultuur lag.